# Nozeroy
Nozeroy je francouzská obec v departementu Jura v regionu Franche-Comté. V roce 2012 zde žilo 412 obyvatel. Je centrem kantonu Nozeroy.

## Sousední obce
Conte, Doye, La Favière, Longcochon, Mièges, Molpré, Rix

## Vývoj počtu obyvatel
Počet obyvatel 